# Jeff Garcia
Jeffrey Jason Garcia, detto Jeff (Gilroy, 24 febbraio 1970), è un ex giocatore di football americano statunitense che ha militato nel ruolo di quarterback nella Canadian Football League (CFL) e nella National Football League (NFL). Al college giocò a football alla San Jose State University.

## Carriera

### Canadian Football League
Alto 1.85 Garcia venne considerato troppo basso per la NFL, non venendo scelto nel Draft NFL 1994. Disputa così 4 stagioni coi Calgary Stampeders della CFL, diventando presto il secondo quarterback nelle gerarchie della squadra dietro Doug Flutie. Diventa titolare dopo un infortunio al gomito di Flutie nel 1995, lanciando alla sua prima gara come titolare i record di franchigia per yard passate e passaggi da touchdown (6). Nel 1998 guida la squadra alla vittoria della Grey Cup.

### San Francisco 49ers
Dopo la vittoria del campionato CFL, Garcia firma coi 49ers per giocare come riserva di Steve Young. All'inizio della stagione 1999, Young viene colpito duro dal cornerback degli Arizona Cardinals Aeneas Williams, venendo costretto al ritiro. Garcia viene promosso a titolare ma dopo alcune prove incolori viene messo in panchina, salvo tornare titolare nelle ultime 5 gare della stagione, in cui passa un parziale di 8 touchdown e soli 2 intercetti.
L'anno successivo e per 3 stagioni consecutive viene convocato per il Pro Bowl. A fine stagione 2003 viene rilasciato.

### Cleveland Browns
Il 9 marzo 2004 ha firmato con i Browns ma la sua esperienza dura solamente un anno.

### Detroit Lions
Il 12 marzo 2005 ha firmato con i Lions, durante la pre-stagione si rompe il perone e salta parecchie partite della stagione regolare.
A causa di questo infortunio trova pochi spazi e il suo contratto termina a fine anno.

### Philadelphia Eagles
Il 15 marzo 2006 firma un contratto di un anno. Sceglie la maglia numero 7 e a metà stagione riesce a giocare da titolare dopo l'infortunio occorso al titolare Donovan McNabb.
A fine stagione gli Eagles decidono di non rinnovargli il contratto.

### Tampa Bay Buccaneers
Il 3 marzo 2007 firma un contratto di due anni con i Buccaneers. Mantiene il numero di maglia 7.
In questa stagione Garcia torna a grandi livelli e viene convocato per il suo quarto Pro Bowl.
L'anno successivo purtroppo dopo varie prove incolori viene sostituito e spostato nel ruolo di riserva.

### Oakland Raiders
Il 6 aprile 2009 firma un contratto di un anno con i Raiders mantenendo il numero 7. Il 5 settembre viene rilasciato, prima dell'inizio della stagione regolare.

### Ritorno agli Eagles
Il 14 settembre 2009 firma con gli Eagles un contratto di un anno. Il 29 sempre dello stesso mese viene però rilasciato.

### Houston Texans
Il 6 dicembre 2011 firma con i Texans come quarterback di riserva dopo l'infortunio del titolare Matt Schaub. A fine anno opta per il ritiro dal football professionistico.

## Palmarès
- Convocazioni al Pro Bowl: 4

2000, 2001, 2002, 2007
- Quarterback della settimana: 2

14ª del 2003, 16ª del 2006